# Johann Christoph Brotze
Johann Christoph Brotze (født 12. september 1742 i Görlitz, død 16. august 1823 i Riga) var en tysk pædagog og etnograf.
Brotze studerede teologi og filosofi ved universiteterne i Leipzig og Wittenberg, og var uddannet som teknisk tegner. I 1768 tog han til Riga og tilbragte 46 år som lærer ved den kejserlige højskole. I denne periode samlede Brotze historisk data, som han tilføjede tegninger og billeder og beskrev udførligt. Brotzes værker er i dag en værdifuld kilde for historikere. Værket "Sammlung verschiedener Liefländischer Monumente" er et enestående dokument, som har optegnelser over bygninger, grave, slægtsvåben o.lign. som i dag ofte ikke længere eksisterer.